# 이치조 사네타카

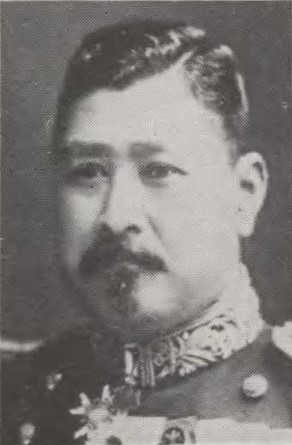
이치조 사네타카 공작

이치조 사네타카(一条実孝)는 일본 제국의 해군 군인, 정치인, 화족이다. 최종 계급은 해군 대령. 옛 성씨는 오이노미카도.
| 전임 이치조 사네테루 | 제2대 이치조 공작가 당주 1924년 ~ 1947년 | 후임 화족제도 폐지 |

| 전임 이치조 사네테루 | 제26대 이치조가 당주 | 후임 이치조 사네후미 |